# Optimeringslära
Optimeringslära, optimeringsteori eller optimering (läs mer om optimering i allmän betydelse) är den matematiska lära som beskriver olika metoder för hur ett optimalt värde, det vill säga ett maximum eller ett minimum, kan erhållas ur en funktion givet vissa förutsättningar samt givet vissa restriktioner, så kallade bivillkor.
Inom optimeringsläran används olika så kallade modeller, matematisk programmering, för att ställa upp och lösa olika konkreta problem. Linjära optimeringsproblem behandlas med hjälp av linjärprogrammering (linjär-programmering som förkortas LP), icke-linjära optimeringsproblem med hjälp av icke-linjärprogrammering (icke-linjär-programmering, förkortat NP av engelskans Non-linear Programming) och heltaliga optimeringsproblem med hjälp av heltalsprogrammering (förkortat IP av engelskans Integer Programming). 
Inom optimeringsområdet grafer och nätverk optimeras sådant som maximalflöden, minimikostnadsflöden, billigaste väg, billigaste uppspännande träd (exempelvis el‑nät) samt sådana problemkomplex som går under beteckningen handelsresandeproblemet.